# Young Artist Awards
O Young Artist Awards (originalmente conhecido como o Youth In Film Award) é um prêmio outorgado pela Young Artist Association, uma organização sem fins lucrativos, fundada em 1978, para honrar a excelência de artistas jovens e para fornecer bolsas de estudo para jovens artistas que podem ser fisicamente e/ou financeiramente desafiadas.
Apresentado pela primeira vez em 1979, o Young Artist Awards foi a primeira organização criada especificamente para reconhecer e atribuir as contribuições de artistas até aos 21 anos nas áreas de cinema, televisão, teatro e música.
A cerimônia do 1st Youth In Film Awards foi realizada em outubro de 1979, no Hotel Sheraton Universal em Hollywood para homenagear proeminentes jovens artistas da época de 1978/1979. A mais recente cerimônia foi a 34th Annual Young Artist Awards, honrando os jovens artistas do ano 2012, foi realizada no Sportsmen's Lodge em Studio City, Califórnia, em 5 de maio de 2013.

## Young Artist Association
O Young Artist Association (originalmente conhecido como Hollywood Women's Photo and Press Club e Youth in Film Association) é uma organização sem fins lucrativos, fundada em 1978 para reconhecer o prêmio excelência de artistas jovens e para fornecer bolsas de estudo para jovens artistas que podem ser fisicamente e/ou financeiramente desafiadas. A Young Artist Association foi a primeira organização para estabelecer uma cerimônia de premiação especificamente conjunto de reconhecer e atribuir as contribuições de artistas até aos 21 anos nas áreas de cinema, televisão, teatro e música.

## Young Artist Foundation
O Young Artist Foundation é uma organização sem fins lucrativos 501(c) fundada em 1978 por um membro de longa data da imprensa estrangeira de Hollywood (Golden Globe Awards) Maureen Dragone e dedicado a apresentar bolsas de estudo para fisicamente e/ou financeiramente à artistas jovens aspirantes, permitindo-lhes uma carreira no entretenimento por frequentar uma escola de artes cênicas da sua escolha. 21st annual awards O programa de bolsas é financiado exclusivamente por doações, um dos seus mais proeminentes colaboradores sendo a associação de imprensa estrangeira de Hollywood.

## Young Artist Awards

### História
O Young Artist Awards são apresentados anualmente pela Young Artist Association. Originalmente conhecida como Youth In Film Awards pelos primeiros vinte anos,  o nome foi oficialmente mudado para Young Artist Awards para a cerimônia 21st annual awards de março de 2000.  Divertidamente, referido como o "Kiddie Oscars", o Young Artist Awards são considerados como resposta dos jovens de Hollywood para o Academy Awards, reconhecendo as crianças para o seu trabalho dentro da indústria de entretenimento.
Apresentado pela primeira vez para a temporada de entretenimento de 1978-1979, os prêmios foram vislumbrados por Maureen Dragone, como uma forma de homenagear jovens talentosos em cinema, televisão e música que caso contrário podem ser eclipsados por seus colegas de elenco adultas. Dois exemplos notáveis naquele ano, sendo o jovem Ricky Schroder em The Champ e Justin Henry em Kramer vs. Kramer, que foram nomeados para Globos de Ouro nas mesmas categorias como suas contrapartes adultas. Originalmente realizada no outono em seus primeiros anos, a cerimônia de premiação tradicionalmente tem tido lugar na primavera há mais de 20 anos.

### Estatueta
O original Youth In Film Award foi uma estatueta que suportou uma semelhança impressionante com uma miniatura de Óscar. Uma figura dourada de um homem segurando uma coroa de louros em vez de uma espada e de pé em cima de uma base de estilo relativamente grande "troféu". A encarnação mais reconhecível é a atual estatueta Young Artist Award, ainda uma reminiscência de um Óscar do tamanho da criança, mas agora exibindo uma estrela acima da sua cabeça e de pé sobre uma base decididamente menor, muito menos pesada para seus destinatários jovens. Além da estatueta de Young Artist Award apresentada aos vencedores, todos os candidatos são apresentados com uma placa especial na nomeação da cerimônia, comemorando suas candidaturas em suas respectivas categorias.

### Votação
Os candidatos a nomear devem entre 5 e 21 anos e geralmente são submetidos para apreciação pelos produtores ou pelo agente do artista jovem e/ou gerente. As submissões são tradicionalmente devidas no final de janeiro a meados de fevereiro e os nomeados são anunciados cerca de um mês mais tarde, em uma cerimônia de nomeação anual e uma festa. Originalmente concebido como uma forma de reconhecer os jovens artistas com 21 anos ou menos, o foco da premiação deslocou-se ao longo do tempo em se concentrar principalmente em jovens artistas que até aos 18 anos no momento da produção principal do projeto para o qual eles são nomeados.
Os vencedores são selecionados pelos membros da Young Artist Association. Originalmente conhecido como Hollywood Women's Photo and Press Club e mais tarde como, Youth in Film Association, a Associação Geral era originalmente composta por 88 jornalistas e fotógrafos, que estavam ativos em diversos ramos das artes. Hoje, o Young Artist Association tem uma placa de votação de mais de 125 membros composto por jornalistas, agentes e artistas de ex-crianças. Os vencedores são selecionados por escrutínio secreto de todos os associados com o Young Artist Association, bem como os antigos nomeados.

### Categorias
As diferentes categorias de prêmios de Young Artist Awards evoluíram extensivamente desde que os primeiros prêmios foram apresentados. Originalmente, começando com apenas 11 categorias competitivas em 1979, as primeiras categorias incluíam "Melhor ator e atriz em um filme juvenil", "Melhor ator e atriz juvenil e em uma série de TV ou especial", "Melhor ator e atriz em uma série de TV diurna juvenil" e "Melhor artista de gravação juvenil masculino e feminino", bem como categorias competitivas honrando estúdios e redes para a "família-amigável" filmes e programas de televisão.
Ao longo do tempo, as categorias competitivas foram expandidas para incluir o "Melhor jovem ator e atriz em auma longa-metragem internacional", "Melhor jovem ator e atriz em um curta-metragem", "Melhor jovem coadjuvante ator e atriz em filme", "Melhor elenco jovem", "Melhores jovens recorrentes ator e atriz em um série de TV" e "Melhor jovem ator e atriz convidado-estrelando em uma série de TV", com muitas das categorias sendo divididas para reconhecer jovens artistas da idade de 10 anos e sob suas próprias categorias de separar. Em adição ao seus bens conhecidos prêmios de cinema e televisão, a associação também reconheceu as realizações da juventude em outros campos das artes cênicas ao longo dos anos, incluindo teatro, dança, comerciais, jornalismo, rádio e comédia stand-up.

### Prêmios especiais
Enquanto muitas das categorias de atuação foram ampliadas ao longo do tempo, algumas categorias competitivas como "Melhor artista de gravação juvenil", "Melhor família" e "Melhor série de TV da família" tem sido eliminadas progressivamente ao longo dos anos, com elogios por essas realizações agora sendo concedidas sob a forma de prêmios especiais "Honorário".
O honorário atual mais notável da Fundação prêmios incluem o "Jackie Coogan Award", muitas vezes apresentado aos estúdios de cinema, produtores ou diretores para sua "excepcional contribuição para juventude através de entretenimento" e a "antiga criança Star Award", apresentado como o "Lifetime Achievement Award" honrando estrelas ex-crianças por suas conquistas.

### Cerimônia
A cerimônia é realizada anualmente em Hollywood e tradicionalmente tem sido considerado como a cerimônia de prêmios mais formais para crianças, com os homenageados e seus acompanhantes "terno preto" para a ocasião e chegando em limusines. Toda imprensa é convidada a participar das chegadas de pré-show no tapete vermelho como participantes das jovem celebridades fazem suas entradas e dão autógrafos, e apresentadores de cada ano são muitas vezes selecionados de jovens vencedores do ano anterior ou da lista daquele ano de indicados. Depois da cerimônia acontece o jantar anual do banquete e depois a dançar com o entretenimento musical ao vivo, muitas vezes fornecido por talentosas jovens artistas musicais do dia.
A primeira Youth In Film Awards foi apresentada em outubro de 1979 no banquete de cerimônia realizada no Sheraton Universal Hotel em Hollywood, Califórnia. Subsequentes os locais ao longo dos anos têm incluído o Ambassador Hotel Coconut Grove, o Teatro Globe, Hotel Beverly Garland e Sportsmen's Lodge.
| Youth In Film Awards / Young Artist Awards - Cerimônias | Youth In Film Awards / Young Artist Awards - Cerimônias | Youth In Film Awards / Young Artist Awards - Cerimônias | Youth In Film Awards / Young Artist Awards - Cerimônias | Youth In Film Awards / Young Artist Awards - Cerimônias |                        |
| Cerimônia                                               | Ano                                                     | Local                                                   | Cidade                                                  | Data                                                    |                        |
| ------------------------------------------------------- | ------------------------------------------------------- | ------------------------------------------------------- | ------------------------------------------------------- | ------------------------------------------------------- | ---------------------- |
| 1st Youth in Film Awards                                | 1978 / 1979                                             | Sheraton Universal Hotel                                | Universal City                                          | Outubro de 1979                                         |                        |
| 2nd Youth in Film Awards                                | 1979 / 1980                                             | Sheraton Universal Hotel                                | Universal City                                          | 18 de outubro de 1980                                   |                        |
| 3rd Youth in Film Awards                                | 1980 / 1981                                             | (Desconhecido)                                          | (Desconhecido)                                          | Dezembro de 1981                                        |                        |
| 4th Youth in Film Awards                                | 1981 / 1982                                             | Sheraton Universal Hotel                                | Universal City                                          | 21 de novembro de 1982                                  |                        |
| 5th Youth in Film Awards                                | 1982 / 1983                                             | Beverly Hilton Hotel                                    | Beverly Hills                                           | 4 de dezembro de 1983                                   |                        |
| 6th Youth in Film Awards                                | 1983 / 1984                                             | (Desconhecido)                                          | (Desconhecido)                                          | 2 de dezembro de 1984                                   |                        |
| 7th Youth in Film Awards                                | 1984 / 1985                                             | Ambassador Hotel                                        | Los Angeles                                             | 15 de dezembro de 1985                                  |                        |
| 8th Youth in Film Awards                                | 1985 / 1986                                             | Ambassador Hotel                                        | Los Angeles                                             | Los Angeles                                             | 22 de novembro de 1986 |
| 9th Youth in Film Awards                                | 1986 / 1987                                             | Hollywood Palladium                                     | Hollywood                                               | 5 de dezembro de 1987                                   |                        |
| 10th Youth in Film Awards                               | 1987 / 1988                                             | Registry Hotel                                          | Universal City                                          | 6 de maio de 1989                                       |                        |
| 11th Youth in Film Awards                               | 1988 / 1989                                             | (Desconhecido)                                          | (Desconhecido)                                          | Março / Abril de 1989                                   |                        |
| 12th Youth in Film Awards                               | 1989 / 1990                                             | (Desconhecido)                                          | (Desconhecido)                                          | Final de 1990 / Início de 1991                          |                        |
| 13th Youth in Film Awards                               | 1990 / 1991                                             | Academy of Television Arts & Sciences                   | Norte de Hollywood                                      | 1 de Dezembro de 1991                                   |                        |
| 14th Youth in Film Awards                               | 1991 / 1992                                             | Sportsmen's Lodge                                       | Studio City                                             | 16 de janeiro de 1993                                   |                        |
| 15th Youth in Film Awards                               | 1992 / 1993                                             | Sportsmen's Lodge                                       | Studio City                                             | 5 de fevereiro de 1994                                  |                        |
| 16th Youth in Film Awards                               | 1993 / 1994                                             | Sportsmen's Lodge                                       | Studio City                                             | 19 de março de 1995                                     |                        |
| 17th Youth in Film Awards                               | 1994 / 1995                                             | (Desconhecido)                                          | (Desconhecido)                                          | 1996                                                    |                        |
| 18th Youth in Film Awards                               | 1995 / 1996                                             | (Desconhecido)                                          | (Desconhecido)                                          | 1997                                                    |                        |
| 19th Youth in Film Awards                               | 1996 / 1997                                             | (Desconhecido)                                          | (Desconhecido)                                          | 14 de março de 1998                                     |                        |
| 20th Youth in Film Awards                               | 1997 / 1998                                             | Sportsmen's Lodge                                       | Studio City                                             | 6 de março de 1999                                      |                        |
| 21st Young Artist Awards                                | 1998 / 1999                                             | Sportsmen's Lodge                                       | Studio City                                             | 19 de março de 2000                                     |                        |
| 22nd Young Artist Awards                                | 1999 / 2000                                             | Sportsmen's Lodge                                       | Studio City                                             | 1 de abril de 2001                                      |                        |
| 23rd Young Artist Awards                                | 2000 / 2001                                             | Sportsmen's Lodge                                       | Studio City                                             | 7 de abril de 2002                                      |                        |
| 24th Young Artist Awards                                | 2002                                                    | Sportsmen's Lodge                                       | Studio City                                             | 29 de março de 2003                                     |                        |
| 25th Young Artist Awards                                | 2003                                                    | Sportsmen's Lodge                                       | Studio City                                             | 8 de maio de 2004                                       |                        |
| 26th Young Artist Awards                                | 2004                                                    | Sportsmen's Lodge                                       | Studio City                                             | 30 de abril de 2005                                     |                        |
| 27th Young Artist Awards                                | 2005                                                    | Sportsmen's Lodge                                       | Studio City                                             | 25 de março de 2006                                     |                        |
| 28th Young Artist Awards                                | 2006                                                    | Sportsmen's Lodge                                       | Studio City                                             | 10 de março de 2007                                     |                        |
| 29th Young Artist Awards                                | 2007                                                    | Sportsmen's Lodge                                       | Studio City                                             | 30 de março de 2008                                     |                        |
| 30th Young Artist Awards                                | 2008                                                    | Globe Theatre                                           | Universal City                                          | 29 de março de 2009                                     |                        |
| 31st Young Artist Awards                                | 2009                                                    | Beverly Garland Hotel                                   | Studio City                                             | 11 de abril de 2010                                     |                        |
| 32nd Young Artist Awards                                | 2010                                                    | Sportsmen's Lodge                                       | Studio City                                             | 13 de março de 2011                                     |                        |
| 33rd Young Artist Awards                                | 2011                                                    | Sportsmen's Lodge                                       | Studio City                                             | 6 de maio de 2012                                       |                        |
| 34th Young Artist Awards                                | 2012                                                    | Sportsmen's Lodge                                       | Studio City                                             | 5 de maio de 2013                                       |                        |
| 35th Young Artist Awards                                | 2013                                                    | Sportsmen's Lodge                                       | Studio City                                             | 4 de março de 2014                                      |                        |
| 36th Young Artist Awards                                | 2014                                                    | Sportsmen's Lodge                                       | Studio City                                             | 15 de março de 2015                                     |                        |
| 37th Young Artist Awards                                | 2015                                                    | Sportsmen's Lodge                                       | Studio City                                             | 13 de março de 2016                                     |                        |
| 38th Young Artist Awards                                | 2016                                                    | Alex Theatre                                            | Glendale                                                | 17 de março de 2017                                     |                        |
| 39th Young Artist Awards                                | 2017                                                    | South Park Theatre                                      | Los Angeles                                             | 14 de julho de 2018                                     |                        |